# Língua chuquesa
Chuquês, Chuukese (também Trukese) é uma língua Truquesa da grande família das línguas austronésias falada basicamente da ilha-estado de Chuuk das Ilhas Carolinas, nos Estados Federados da Micronésia. Há também falantes em Pohnpei e em Guam. As estimativas consideram que há cerca de 45 mil falantes da língua, incluindo os que a têm como 2ª língua.

## Escrita
O Alfabeto latino foi implementado para o Chuquês na Micronésia no século XIX. Em 1970 foram incluídos acentos agudos para uso nas vogais A, E, O, U. Porém, a vogal I nunca leva acento.
As consoantes são F, S, K, M, N, PM R, T, W, Y. São usados os dígrafos Mw, Ng, Pw, Ch.

## Amostra de texto
Esap wor och mettoch epwe appeti aramas seni fansoun ar uputiu non ar tufich me rait. Ar ekiek epwe mecheres o esap pet ren och sakkun mettoch pun ir repwe nonnomfengen non kinamwe o pwipwi annim.
Português
Todos os seres humanos nascem livres e iguais em dignidade e direitos. São dotados de razão e consciência e devem agir em relação uns aos outros com espírito de fraternidade. (Artigo 1º - Declaração Universal dos Direitos Humanos)